# Сури, Катарина
Ка́тарийна Сури́ (фин. Katariina Souri; 27 октября 1968, Хельсинки, Финляндия) — финская писательница, художница, журналистка, колумнист, сценаристка, актриса

 и фотомодель.

## Биография

### Ранние годы и начало карьеры
Родилась 27 октября 1968 года в Хельсинки, в столице Финляндии.
В декабре 1988 года стала Playmate месяца мужского журнала «Playboy». Она стала писательницей после её короткой карьеры в Playboy. Катарина Сури принимала участие в Парламентских выборах 2019 года в качестве кандидата от партии  «Зеленый союз».

### Личная жизнь
- Первый муж (1991—1997) — Джонни Ли Михаэльс[фин.], музыкант.
  - Сын — Касимир Михаэльс (род. 1991).
- Фиктивный муж — Марчелло Жентил.
  - Дочь — Киана Элина Аврора Жентил (род. 2003)[4].
- Второй муж (30 марта 2005—2009) — Йанне Йанхонен.
- Третий муж (июнь 2010—2012) — Анзи Дестракшен[англ.], музыкант.
- Четвёртый однополый брак (с сентября 2016 года) с Элией Цвейгберг.